# Pienne
La Pienne ou Piennes est une petite rivière française qui coule dans le département de Meurthe-et-Moselle. C'est un affluent de la Crusnes en rive gauche, donc un sous-affluent de la Meuse par la Crusnes et la Chiers.

## Géographie
La longueur de son cours d'eau est de 17,1 km.
La Pienne est une rivière du nord de la région de la Woëvre. Née sur la commune de Piennes, la Pienne adopte rapidement l'orientation du nord-ouest. Elle coule ainsi du sud-est vers le nord-ouest sur 17 kilomètres, et se jette dans la Crusnes (rive gauche) sur le territoire de la localité de Boismont, à quelque 10 kilomètres à l'est de Longuyon.

## Communes traversées
La Pienne traverse les communes suivantes d'amont en aval : Piennes, Domprix, Xivry-Circourt, Mercy-le-Bas, Saint-Supplet et Boismont, toutes situées dans le département de Meurthe-et-Moselle.

## Hydrologie
Le module de la Pienne, au confluent de la Crusnes vaut 0,53 m3/s pour un bassin versant de 55,9 km2. La lame d'eau écoulée dans le bassin est de 299 millimètres, ce qui est modéré et correspond aux normes des cours d'eau de la Woëvre. C'est un peu inférieur à la moyenne de la France tous bassins confondus (320 millimètres), et nettement inférieur à la moyenne du bassin français de la Meuse (450 millimètres à Chooz, à la sortie du territoire français). Son débit spécifique ou Qsp se monte dès lors au chiffre de 9,5 litres par seconde et par kilomètre carré de bassin.

## Qualité des eaux - Pêche
La Pienne est classée comme cours d'eau de première catégorie sur la totalité de son parcours.
En 2006, l'Agence de l'Eau Rhin-Meuse attribuait à l'eau de la Pienne, analysée au niveau de Mercy-le-Bas, la qualité de "passable", à l'instar de l'année précédente (catégorie 2). D'une manière générale la qualité des eaux a eu tendance à se dégrader après les bonnes années 1998-2000.